# Juan Simeon Esono
Juan Simeon Esono (ur. 24 czerwca 1983) – gwinejski piłkarz grający na pozycji pomocnika.

## Kariera
W latach 2002–2009 pięciokrotnie wystąpił w reprezentacji Gwinei Równikowej, w tym również w eliminacjach mistrzostw świata.